# Los diamantes de la corona
Los diamantes de la corona es una zarzuela en tres actos, compuesta por Francisco Asenjo Barbieri sobre libreto de Francisco Camprodón. Está inspirado en el libreto original de Eugène Scribe y Jules-Henri Vernoy de Saint-Georges escrito para la ópera cómica, homónima de Daniel-François Esprit Auber. Se estrenó en el Teatro del Circo de Madrid el 15 de septiembre de 1854.

## Comentario
Es uno de los ejemplos de la zarzuela grande, que comenzaba a iniciar su andadura a mediados del siglo XIX. El libreto está basado, en el original de Eugene Scribe, para la ópera cómica del mismo título, es debido a Francisco Camprodón, utilizando una buena versificación, elegante y sin momentos trillados, creando situaciones cómicas y musicales bien planteadas para el despliegue de las cualidades de Francisco Asenjo Barbieri.
Con respecto a la parte musical, se puede ver la maestría del maestro Francisco Asnejo Bariberi, al crear números musicales de gran empaque y belleza, apreciándose en algunos momentos la gran influencia italiana, como a muchos de los maestros del momento como Pascual Arrieta; pero aun así, se pueden apreciar momentos de sabor español con piezas como el bolero niñas que a vender flores vais a granada, pieza favorita en mucho de los repertorios actuales.
Esta zarzuela se representó con éxito en el Teatro de la Zarzuela de Madrid en las temporadas 2009-2010 y 2014-2015.

## Argumento

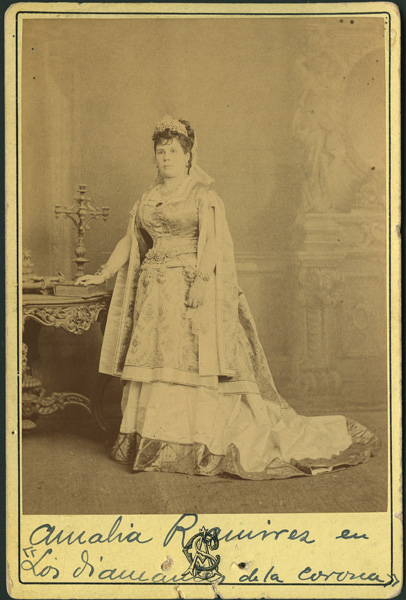
Amalia Ramírez en Los diamantes de la corona

La acción transcurre en Portugal durante el siglo XVIII.

### Acto primero
En una catacumba subterránea, de una vieja capilla abandonada, se junta una 
banda de falsificadores que trabaja afanosamente. Sandoval, un aristócrata 
portugués, encuentra este lugar tras perder su carruaje en medio de la tormenta. 
Al oír voces se oculta, escuchando la conversación que Rebolledo mantiene con
uno de sus bandidos. En ella comentan sobre el hallazgo de la maleta de Sandoval, y la próxima llegada de Catalina, una muchacha protegida de Rebolledo, la cual lo salvó de morir ahorcado por la justicia.
Descubre a Sandoval, cuando aparece Catalina. Lo interrogan y registran la maleta, descubriendo un salvoconducto firmado por el Conde de Campomayor, el cual guardan con celo. Los bandidos le enseñan el trabajo que están realizando, la falsificación de unos diamantes, cosa que sorprende a Sandoval.
Quedan a Solas y presenta sus respetos ante ella, comentado sus intereses, entre ellos el de visitar a su tío, el Conde de Campomayor para conocer a su prima Diana, con la que quieren casarlo. Catalina le ofrece un refrigerio, situación que aprovecha para declararse ante ella, demostrándole Sandoval, la fascinación que siente por su belleza. Ella le obliga a que cumpla un trato, que nada de lo que ha pasado aquí debe de salir de sus labios.
Manda a Rebolledo que prepare un carruaje para que Sandoval pueda marchar, él 
teme que pueda ocurrirle algo a Catalina, pero ella le asegura que nada pasará
pues sabrá salir al paso de cualquier peligro. Tras marcharse, avisa a los monederos de la pronta llegada del ejército portugués, que vienen a detenerlos.
El ejército llega buscando a los bandidos, pero encuentran a los frailes rezando y quedan desconcertados, cuando en realidad no saben que son los propios 
bandoleros disfrazados, los cuales huyen ante el asombro de los soldados.

### Acto segundo
En un salón en la quinta del Ministro, Diana comenta con Sebastián, el capitán encargado del ejército que fue a prender los bandoleros, sobre su inminente boda con su primo, que no es otro que Sandoval,  demostrando que no lo quiere y que su afecto es solo por Sebastián, el cual también se lamenta sin saber que hacer. Llega Campomayor con Sandoval, el cual anda completamente distraído sin percatarse de los planes del Conde, de celebrar una gran fiesta donde poder 
firmar el contrato para los esponsales de Diana y Sandoval. El Conde hace gala de toda su pomposidad, para demostrar su gran capacidad como regente. 
Entran los invitados a la fiesta, cuando un criado trae un mensaje, un carruaje ha sufrido un accidente y los ocupantes piden hospitalidad, el conde los acepta y hace pasar mientras se ocupa de los invitados. Entran Cantalina y Rebolledo, elegantemente ataviados, provocando la admiración de los invitados, presentándose como la Duquesa de Albaflor y su criado. Sandoval los ha reconocido y trata de hablar con ella discretamente, mientras Rebolledo juega con Sebastián, escuchando los relatos sobre el suceso.
Marchan los invitados al baile, quedando solos Sandoval y Catalina. Él aprovecha para declararse su amor y ella le rechaza abiertamente, ya que sabe sobre su matrimonio con Diana, cosa que él niega; convencida de su cariño, le entrega como obsequio un anillo. Catalina marcha a cambiarse y queda Sandoval a solas con Diana, tratan ambos de comentar sobre su desavenencia cuando los interrumpe la llegada de Campomayor.
Trae la noticia de que han robado las joyas de la corona. Al ver el anillo en manos de Sandoval, lo interroga preguntando por el dueño, él le miente y encubre a Catalina. Diana lee en uno de los diarios, una descripción sobre una bandolera y ve que las señas coinciden con Catalina, implora a Sandoval su protección al verla entrar, pero Sandoval revela ante ella su amor por Catalina, ella aprovecha para pedir la renuncia a su mano a cambio de ayudarles a fugarse de la quinta.
Catalina queda impresionada ante su gesto y se marcha. Llegan Campomayor acompañado  por el escribano y los invitados dispuestos a presenciar la firma del contrato matrimonial.  Sandoval rechaza la firma ante el estupor del Conde; llega un criado con una tarjeta indicando que la huésped se ha marchado con su carruaje, al descubrir que es nada más y nada menos que Catalina, monta en cólera poniendo una recompensa por la captura de la mujer.

### Acto tercero
En el salón del trono, los cortesanos comentan sobre la coronación de la reina y su futuro matrimonio, ya que todavía no ha elegido consorte. Sandoval recibe a Sebastián, el cual ha sido admitido dentro de la guardia real, está extrañado ante la repentina aparición de la monarca y sobre los preparativos de la ceremonia.
Sebastián está contento por el amor de Diana y ante los hechos ocurridos en la quinta del ministro, pero teme la oposición de Campomayor. Sandoval aprovecha para hablar con el Conde y hacerle ver que Sebastián está loco por ella. Él le acepta y le encarga una misión, la de encontrar a los falsificadores, los cuales llegaron al palacio anoche.
Entra Rebolledo, anunciado como un conde, causando la admiración de todos, y las sospechas de Campomayor, el cual lo interroga sobre sus origines y linaje. Rebolledo logra confundirlo y salir al paso, llega un ujier pidiendo a todos que se retiren y que quede el conde, puesto que la reina ha de hablar a solas con él.
Queda maravillado al ver que la Reina no es otra que Catalina, la cual le agradece su lealtad y su ayuda, revelando que el motivo de amparar a los falsificadores, fue para poder cambiar las joyas verdaderas de la corona, por otras falsas, y así poder vender las auténticas y conseguir dinero para las empobrecidas arcas del estado. Catalina interroga sobre los candidatos a esposos, y él le comenta la mala fortuna que puede tener ante los que han elegido sus regentes, pero le comenta que hay un noble que la quiere, no es otro que Sandoval.
Llega Campomayor con la decisión del consejo, el pretendiente será español. Catalina toma el acta y la firma, rechazando el pretendiente y argumenta su decisión en su voluntad. Campomayor trata de hacerla desister, pero ella comenta sobre el suceso en la quinta y que si no encuentran al ladrón, ella aplicará la ley con todo su poder. Diana implora ante sus plantas y demuestra su sinceridad, ganándose el afecto de la Reina.
Sandoval llega y Campomayor le comenta el problema, revelándo él que ha sido el causante de amparar a Catalina. El Conde monta en cólera y con la ayuda de Sebastián, lo prende como el cómplice de los ladrones, cosa que importa poco a Sandoval, llevándolo a los aposentos de la Reina.
Todos los cortesanos se hallan en el salón, esperando el momento de la coronación y la proclamación del futuro consorte. Sale Catalina con la decisión, trae Sebastián a Sandoval, el cual queda estupefacto al ver a la Reina y reconocerla como Catalina. Ella declara ante su corte que Sandoval será su futuro esposo y ella será la madrina de la boda de Diana con Sebastián. La obra acaba con la alegría general y los hurras a la reina.

## Números musicales
- Acto primero[3]

- - Introducción y Coro de monderos: "Vuelta al trabajo, basta de holgar"

- - Aria de Sandoval: "¡Qué estalle el rayo!"

- - Balada de Catalina: "En la noche callada"

- - Terceto de Catalina, Sandoval y Rebolledo: "No es tu prima la más bella"

- - Fin del Acto primero: "Pronto amigos, pronto amigos, ojo alerta"

- Acto segundo

- - Preludio (Orquesta)

- - Coro de Damas y Caballeros: "Vuestra sien de angel, niña gentil"

- - Concertante de Catalina, Diana, Rebolledo, Sandoval, Campomayor y Coro: "Niñas que a vender flores"

- - Bolero a Dos: "Niñas que a vender flores"

- - Dúo de Catalina y Sandoval: "¿Por qué me martirizas, linda morena?"

- - Dúo de Sandoval y Diana: "Si a decirle me atreviera"

- - Fin del Acto segundo: "Mil parabienes al orador"

- Acto tercero

- - Introducción: "¿Qué nuevas corren?

- - Quinteto de Diana, Campomayor, Sandoval,Don Sebastián, Rebolledo: "¡Ah!. ¡Qué miro!"

- - Romanza de Catalina: "De qué me sirve"

- - Coro y Marcha de la Coronación: "No se traslució"

- - Fin de la obra: "¡Gloria a la reina de Portugal!"